# Lissopholidisis
Lissopholidisis is een geslacht van neteldieren uit de klasse van de Anthozoa (bloemdieren).

## Soorten
- Lissopholidisis ampliflora Alderslade, 1998
- Lissopholidisis furcula Alderslade, 1998
- Lissopholidisis nuttingi (Grant, 1976)